# Conostigmus apterus
Conostigmus apterus is een vliesvleugelig insect uit de familie van de Megaspilidae. De wetenschappelijke naam van de soort is voor het eerst geldig gepubliceerd in 1840 door Zetterstedt.